# كريس نيلسن (مغنية)
كريس نيلسن هي مغنية كندية، ولدت في 2 أبريل 1955 في آلبورغ في الدنمارك.